# Manuscrit 512
Le manuscrit 512 (en portugais : Manuscrito 512) est un manuscrit de dix pages à l'authenticité douteuse et d'auteur inconnu, qui relate la découverte par un groupe de bandeirantes en 1753 d'une « ville perdue » dans la province brésilienne (aujourd'hui État) de Bahia. Exhumé en 1839 à la bibliothèque nationale du Brésil, où il est conservé à ce jour, ce document décrit des monuments et des artefacts d'apparence gréco-romaine qui auraient été découverts par le groupe dans une colonie abandonnée.
Le manuscrit est l'un des documents les plus célèbres de la collection de la Bibliothèque nationale et certains historiens brésiliens le considèrent comme « le plus grand mythe de l'archéologie nationale », tandis que d'autres louent son style d'écriture enlevé et pittoresque. Au cours des XIXe et XXe siècles, le manuscrit 512 est l'objet d'intenses débats et suscite de nombreuses expéditions d'aventuriers et d'enquêteurs, notamment Richard Francis Burton, qui publie Highlands of Brazil en 1869, et Percy Fawcett, disparu lors d'une de ses expéditions à travers le Brésil intérieur, malgré plusieurs tentatives pour le retrouver.
L'accès au document original est restreint, mais une version numérisée est disponible en ligne.

## Découverte

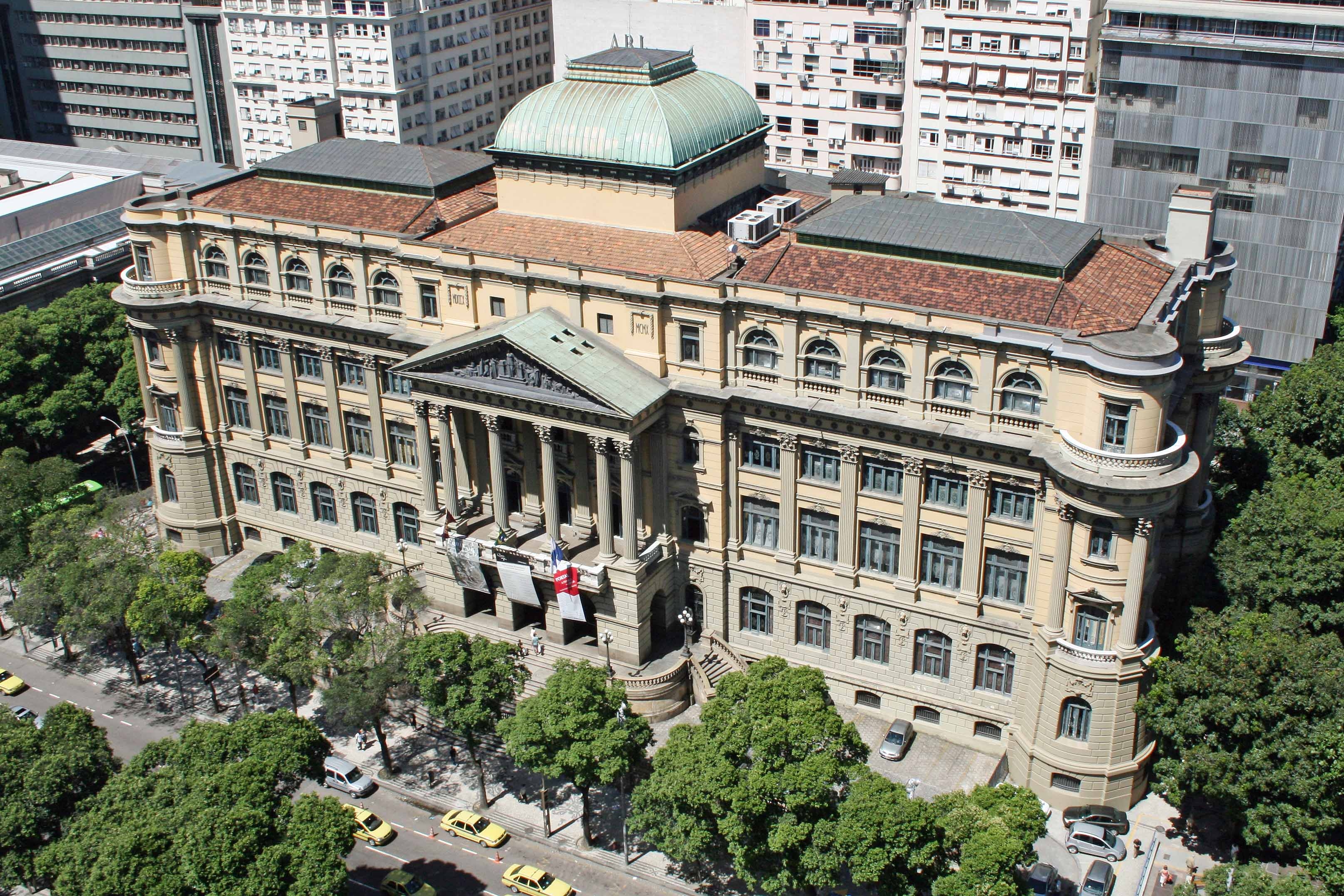
La bibliothèque nationale du Brésil.

En 1839, le naturaliste Manuel Ferreira Lagos trouve par hasard le document, dont le titre complet est Relação histórica de huma oculta, e grande Povoação, antiguissima sem moradores, que se descubrio no anno de 1753 (« Relation historique d'une colonie occulte, grande et très ancienne sans habitants qui a été trouvée en l'an 1753 ») dans la collection de la bibliothèque,. Il le présente à l'Institut historique et géographique brésilien. Le chanoine Januário da Cunha Barbosa (pt) en publie une copie complète dans le magazine de l'institut, Revista do Instituto Histórico e Geográfico Brasileiro (pt). Sa préface fait le lien avec un autre cas, celui de Roberio Dias, également connu sous le nom de « Muribeca », un bandeirante arrêté par la Couronne portugaise pour avoir refusé de donner des informations sur les mines de métaux précieux à Bahia, ce qui motiva de nombreuses expéditions dans la province.

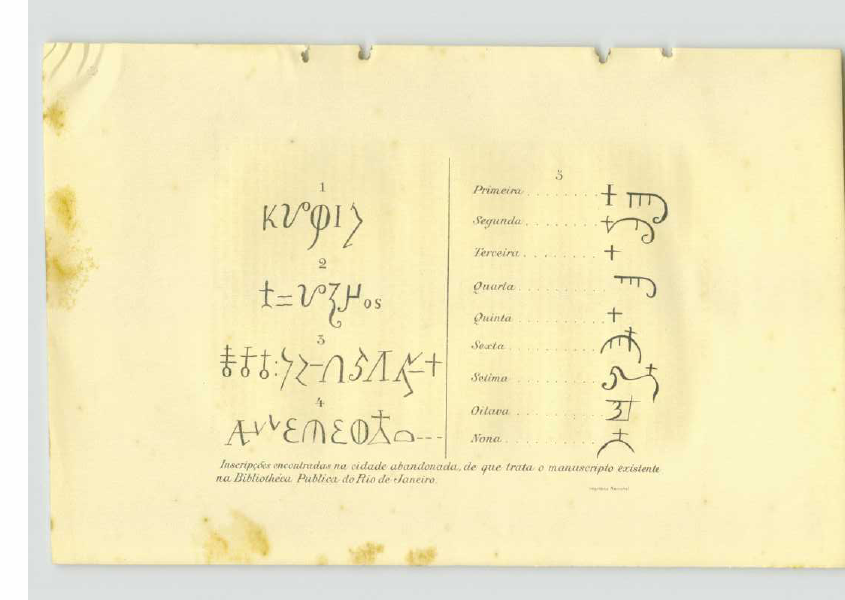
Inscriptions qui, selon le Manuscrit 512, auraient été trouvées dans la cité abandonnée.

Bien que l'auteur du Manuscrit 512 ne soit pas identifié, les membres de l'institut considèrent le récit comme authentique et ont l'espoir de trouver les ruines d'une civilisation avancée au Brésil, pays ayant récemment accédé à l'indépendance et cherchant alors à construire une identité nationale forte. À l'époque, des ruines de civilisations précolombiennes ont été découvertes en Amérique latine, comme à Palenque au Mexique et des fortifications à la frontière péruvienne, ce qui laisse espérer que des monuments similaires sont également cachés au Brésil. Les récits sur les roches portant des inscriptions prétendument précolombiennes sont monnaie courante depuis l'époque coloniale, comme par exemple, la pierre d'Ingá trouvée à Paraíba en 1598. Le manuscrit 512 fait prospérer la théorie selon laquelle une ancienne civilisation gréco-romaine aurait pu exister à une époque lointaine au Brésil.
En 1840, Ignacio Accioli Silva et A. Moncorvo, de Salvador, estiment que le récit de la ville perdue pourrait être authentique car, selon les explorateurs et certains anciens habitants, de grandes ruines peuplées d'indigènes et d'esclaves noirs en fuite sont mentionnées dans la tradition orale. L'historien Pedro Calmon (pt) souligne que les rumeurs sur ces ruines sont déjà populaires après la mort du bandeirante João da Silva Guimarães (pt) en 1766 et, dans les années 1840, sont fortement répandues, et mêlées à des histoires de refuges indigènes ou de quilombos dans les régions reculées de Bahia.
Entre 1841 et 1846, les recherches de la ville perdue parrainées par l'Institut historique et géographique brésilien sont menées par Benigno José de Carvalho dans la région montagneuse de la Chapada Diamantina. Les expéditions sont un échec, et l'engouement pour la ville mystérieuse fait place à la désillusion et au scepticisme. Une théorie de l'époque est que la cité perdue s'inspire des étranges formations rocheuses de la Chapada Diamantina ; Teodoro Sampaio, qui a parcouru la région entre 1879 et 1880, est convaincu que le récit du Manuscrit 512 est fictif et est une description poétique de la chaîne de montagnes.

## Contenu

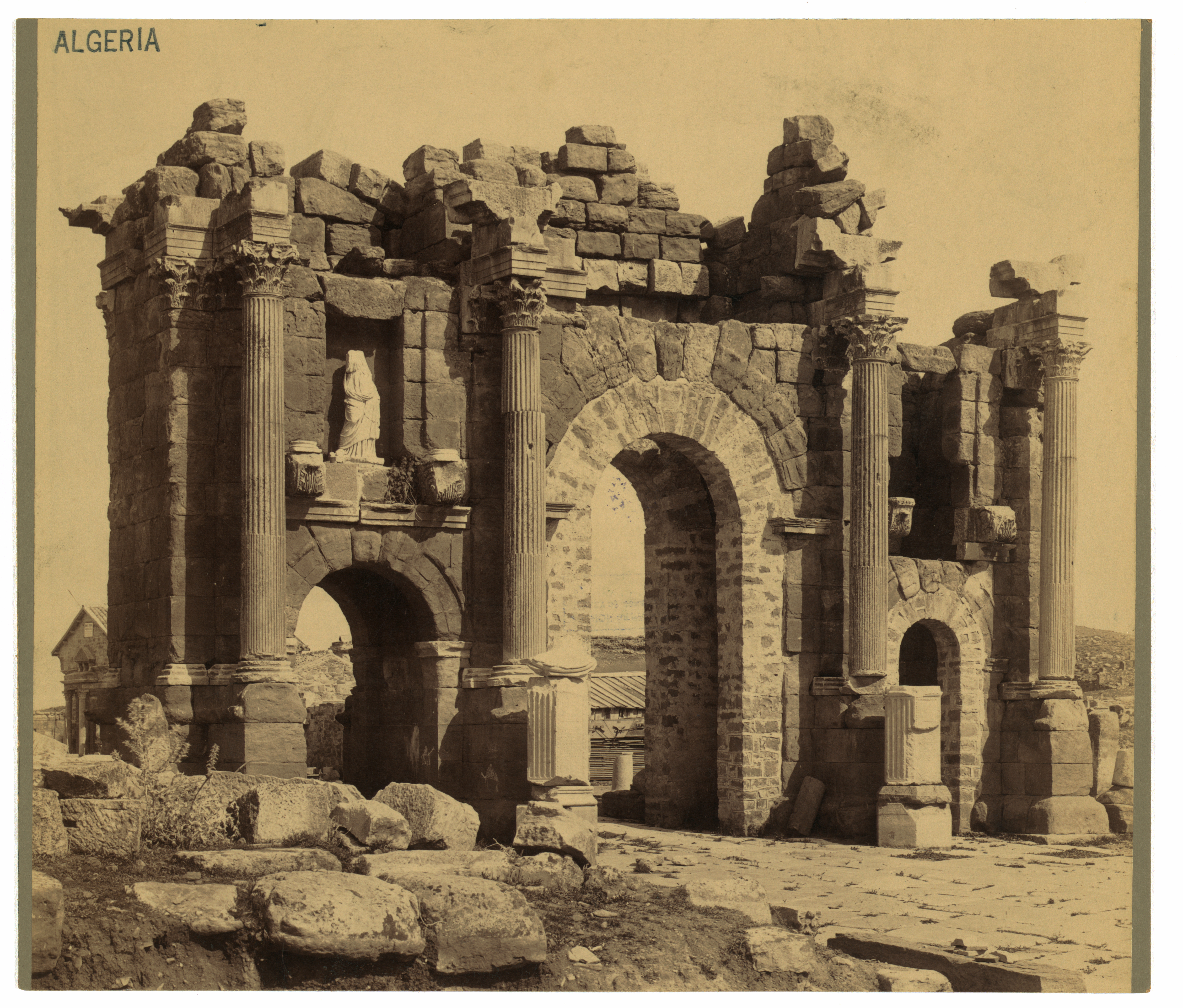
Triple arc romain à Timgad, Algérie. L'arche à l'entrée de la cité perdue décrite dans le manuscrit ressemble à celle-ci.

Certaines parties des pages du manuscrit sont en mauvais état, une partie du texte est manquante. Le texte semble être une transcription d'une œuvre originale perdue. Bien que le corps principal du document se présente comme un courrier personnel, le préambule donné par le transcripteur le décrit comme un rapport historique.
Un colonel portugais (dont le nom manque) et sa troupe sont attirés par la curiosité sur le site d'une impressionnante chaîne de montagnes. Par hasard, ils trouvent un chemin pour atteindre le sommet de la chaîne. Lorsqu'ils y parviennent, ils aperçoivent une colonie qu'ils confondent d'abord avec une ville côtière du Brésil. En s'en approchant, ils constatent son délabrement et son abandon. L'unique entrée de la ville est ornée d'une triple arche, semblable en apparence aux arcs de triomphe romains, sur laquelle figurent des inscriptions dans une langue inconnue. La place de la ville a un piédestal noir avec une statue d'un homme pointant la direction du nord, et un grand bâtiment à proximité est orné de reliefs et d'incrustations représentant des croix, des corneilles et autres motifs. La place comporte des « flèches romaines » (très probablement des obélisques) aux quatre coins. Le portique de la rue principale porte une sculpture en relief d'un personnage à moitié nu portant une couronne de laurier. Il se trouve une rivière à côté de la place et après l'avoir suivie, le groupe atteint une collection de puits de mine où ils trouvent des roches incrustées d'argent et d'autres inscriptions non déchiffrées. Quelque part à l'extérieur de la ville, ils découvrent un grand manoir de campagne qui comprend quinze maisons séparées entourant une grande pièce centrale (peut-être un atrium). Le groupe teste le sol près de la rivière, à la recherche de traces d'or qu'ils trouvent en abondance. L'auteur réfléchit sur l'état curieux de la ville abandonnée et donne une brève mention de la faune qui habite les ruines, décrivant des loups à crinière et des rats kangourous. Il est mentionné que João Antônio (le seul membre dont le nom est connu) a trouvé une pièce d'or dans l'une des maisons qu'ils ont fouillées, représentant un garçon agenouillé sur une face, et un arc, une flèche et une couronne sur l'autre.

## Mentions
La « cité perdue » décrite dans le manuscrit a inspiré plusieurs articles, films et romans, comme As minas de prata (pt) (1865) de José Martiniano de Alencar, Les Mines du roi Salomon (1886) de Henry Rider Haggard, ou Le Monde perdu d'Arthur Conan Doyle (1912). 
Michel Moatti, dans son roman « Darwin, le dernier chapitre », évoque le « manuscrit Muribeca », dont il est fait état devant Darwin lors de son voyage sur le Beagle (1831-1836) soit avant sa découverte, en 1839, par le naturaliste brésilien Manuel Ferreira Lagos.
Le personnage d'Indiana Jones a peut-être été inspiré par les événements entourant le colonel Fawcett.